# Juan Ignacio Chela
Juan Ignacio Chela, född 30 augusti 1979 i Buenos Aires, Argentina är en argentinsk högerhänt professionell tennisspelare.

## Tenniskarriären
Juan Chela blev professionell spelare på ATP-touren 1998 och har till augusti 2008 vunnit 4 singel- och 2 dubbeltitlar. Som bäst rankades Chela som nummer 15 i singel (augusti 2004) och nummer 34 i dubbel (maj 2004). Efter säsongen 2007 rankades han som Argentinas tredje bästa manlige spelare efter David Nalbandian och Guillermo Canas.
Chela har vunnit alla sina fyra singeltitlar på grusunderlag. I finalerna besegrade han Mariano Puerta (Mexico City), Albert Costa (Amersfoort), Marat Safin (Estoril) och Carlos Moya (Acapulco). I Grand Slam-turneringar har Chela haft måttlig framgång och som bäst nått kvartsfinal i Franska öppna (2004) och i US Open (2007).
Chela deltog i det argentinska Davis Cup-laget 2000, 2002-03 och 2006. Han har totalt spelat 11 matcher och vunnit 6 av dem.

## Spelaren och personen
Juan Chela började spela tennis som 6-åring tillsammans med sin äldre syster Eugenia. Chela vann som junior Latinamerikanska juniormästerskapen i tennis.
Hans favoritunderlag är grus men han är framgångsrik också på hard-courtunderlag. Chela blev suspenderad från tour-spel under en tremånadersperiod 2001 på grund av att han testats positiv för det otillåtna dopingpreparatet metyltestosteron. 

## ATP-titlar

### Singel(4)
- 2000 - Mexico City
- 2002 - Amersfoort
- 2004 - Estoril
- 2007 - Acapulco

### Dubbel (2)
- 2004 - Viña del Mar, Estoril